# Глен Мартин
„Глен Мартин“ (на английски: Glenn L. Martin Company) е един от най-известните производители в САЩ и света в областта на аерокосмическата индустрия. Част от гиганта „Локхийд“ (Lockheed Corporation).

## История
Компанията е основана през 1912 г. от Глен Мартин (на английски: Glenn Luther Martin). Съществува като самостоятелна компания до 1961 г., когато акциите и са изкупени от добивната компания Мариета и новата компания е прекръстена Мартин – Мариета (на английски: Martin Marietta Corporation). От 1995 г. е собственост на аерокосмическия гигант „Локхийд“ и поделението е кръстено „Локхийд – Мартин“.

## Продукти
В своята история компанията „Мартин“ е произвела редица исторически продукти на американската авиационна и аерокосмическа индустрия. Нейно дело са прочутите бомбардировачи B-26 Мародер и B-57, както и голяма серия хидроплани (основно производство до 60-те години на 20 век). Компанията придобива световна известност с производството на голямо семейство междуконтинентални балистични ракети Титан – стратегически носители на ядрени бойни глави и ракета – носител в американската космическа програма Джемини.